# Exiguidiplosis flaccida
Exiguidiplosis flaccida är en tvåvingeart som beskrevs av Fedotova 2004. Exiguidiplosis flaccida ingår i släktet Exiguidiplosis och familjen gallmyggor. Inga underarter finns listade i Catalogue of Life.